# Gottfried Köthe
Gottfried Maria Hugo Köthe (* 25. Dezember 1905 in Graz; † 30. April 1989 in Frankfurt am Main) war ein österreichischer Mathematiker, der sich mit Funktionalanalysis und Algebra beschäftigte.

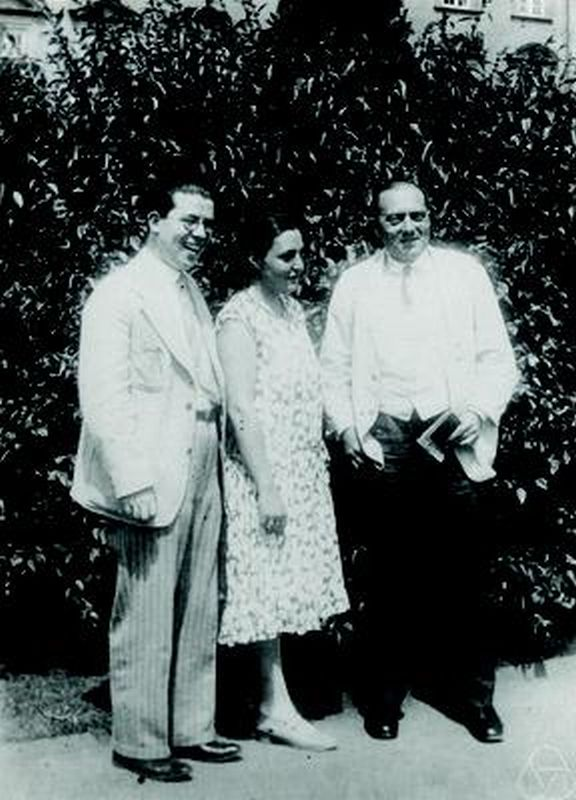
Köthe (links) mit Otto Toeplitz (rechts) 1930 in Bonn

## Leben und Wirken
Gottfried Köthe studierte 1923 bis 1927 in Graz (und ein Semester in Innsbruck) Mathematik, Physik, Chemie und Philosophie. 1927 wurde er in Graz bei Anton Rella promoviert (Beiträge zu Finslers Begründung der Mengenlehre) und studierte danach noch bei Paul Finsler, Karl Rudolf Fueter und Andreas Speiser in Zürich, bei Emmy Noether in Göttingen (1928/9) und Felix Hausdorff und Otto Toeplitz in Bonn (dessen Assistent er war). 1931 habilitierte er sich und wurde Privatdozent in Münster bei Heinrich Behnke und 1937 außerordentlicher Professor. Am 11. November 1940 beantragte er die Aufnahme in die NSDAP und wurde zum 1. Januar 1941 aufgenommen (Mitgliedsnummer 8.315.845). 1941 wurde er außerordentlicher Professor und 1943 Professor in Gießen. Danach war er ab 1946 Professor in Mainz (er war dort Leiter des mathematischen Instituts und 1954 bis 1956 Rektor), ab 1957 Professor für Angewandte Mathematik in Heidelberg (wo er 1960/1 Rektor war) und von 1965 an in Frankfurt am Main, wo er 1971 emeritierte.
Köthe wurde bekannt für seine Untersuchungen über lineare topologische Vektorräume. In den 1930er Jahren untersuchte er mit Toeplitz Folgenräume und speziell vollkommene Räume, die 1942 von Jean Dieudonné als Spezialfälle der Theorie lokalkonvexer Räume erkannt wurden. Sein Buch „Topologische Lineare Räume“ von 1960 wurde zu einem Standardwerk. Er befasste sich auch mit der Theorie der Algebren und Ringe und Verbandstheorie.
1962 erhielt er die Palmes Academiques. 1963 erhielt er die Gaußmedaille in Braunschweig. Er war Mitglied der Akademie der Naturforscher Leopoldina, der Braunschweigischen Wissenschaftlichen Gesellschaft (korrespondierendes Mitglied ab 1975) und der Heidelberger Akademie der Wissenschaften. Köthe war Ehrendoktor der Universitäten Montpellier, Münster, Mainz, Saarbrücken. 1958 war er Präsident der Deutschen Mathematiker-Vereinigung.
Er war Invited Speaker auf dem Internationalen Mathematikerkongress 1928 in Bologna (Struktur der Ringe, die die Durchschnittsminimalbedingung erfüllen), 1932 in Zürich (Maximale Systeme unendlicher Matrizen, mit Otto Toeplitz) und 1936 in Oslo (Über die Auflösung von Gleichungen mit unendlich vielen Unbekannten in topologischen Räumen).
Sein Nachlass wird vom Zentralarchiv deutscher Mathematiker-Nachlässe an der Niedersächsischen Staats- und Universitätsbibliothek Göttingen aufbewahrt.

## Schriften
- Topologische lineare Räume I, 1960, 1966, Englisch: Topological Vector Spaces I, II, 2 Bände, 1969, 1979, Springer Verlag, Grundlehren der mathematischen Wissenschaften
- mit Hans Hermes Theorie der Verbände, Enzyklopädie der mathematischen Wissenschaften